# 반마이흐엉
반마이흐엉(베트남어: Văn Mai Hương, 1994년 9월 27일 ~ )은 베트남의 가수이다.